# ロバート・スペンサー (第2代サンダーランド伯)

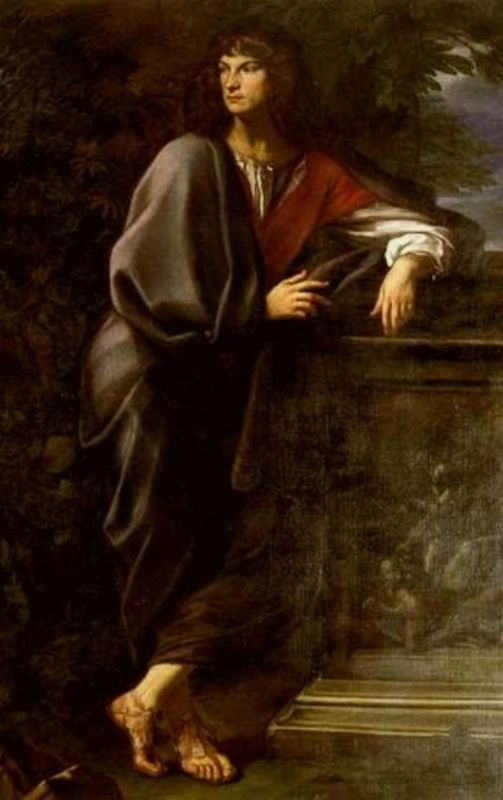
第2代サンダーランド伯ロバート・スペンサー

第2代サンダーランド伯ロバート・スペンサー（Robert Spencer, 2nd Earl of Sunderland, KG, PC, 1641年9月5日 - 1702年9月28日）は、イングランドの貴族・政治家。初代サンダーランド伯ヘンリー・スペンサーとレスター伯ロバート・シドニーの娘ドロシー・シドニーの息子。名誉革命の招聘者の1人であるロムニー伯ヘンリー・シドニーは母方の叔父で、マールバラ公にもなったチャールズ・スペンサーは孫に当たる。

## 生涯
1643年に清教徒革命（イングランド内戦）で父が戦死し僅か2歳で爵位を継承、カンバーランド公ルパートの騎兵隊に入り王党派として戦った。オックスフォード大学で学ぶ一方でグランドツアーにも出かけ、母方の叔父の1人アルジャーノン・シドニーと共に旅行で知り合ったウィリアム・ペンと親交を結んだ。
王政復古後の1671年から1672年にスペイン大使を務め、同年から1673年にフランス大使に転任、1673年に王室執事となり1679年に枢密院に入り北部担当国務大臣も担当した（1680年に南部担当国務大臣に替わる）。
しかし、ホイッグ党に属してイングランド王チャールズ2世の弟のヨーク公ジェームズ（後のジェームズ2世）を排除する王位排除法案に賛成したことと、王位継承者にチャールズ2世の庶子のモンマス公爵ジェイムズ・スコットを推すシャフツベリ伯爵アントニー・アシュリー＝クーパーと対立、義兄のハリファックス伯（後に侯爵）ジョージ・サヴィルと共にチャールズ2世兄弟の甥に当たるオランダ総督ウィレム3世と接触して排除法案賛成を促したことがチャールズ2世の怒りを買い1681年に枢密院を除名、南部担当国務大臣の職も追われた。その後チャールズ2世の愛人ルイーズ・ケルアイユに取り成して1683年に北部担当国務大臣に復帰、1685年にチャールズ2世が亡くなりヨーク公がジェームズ2世として即位した時はトーリー党に転換、ハリファックス侯に代わり枢密院議長も兼任した。一方、友人ペンが借金の代わりにペンシルベニア植民地提供をチャールズ2世に申し出た時はヨーク公と共に賛成している。
ジェームズ2世の下では助言者として親カトリック・親フランス政策を進めるジェームズ2世に賛成しつつ緩和を促す一方で、1688年にジェームズ2世の歓心を得るためプロテスタントからカトリックへ改宗、同年のジェームズ王子誕生に立ち会ったが、名誉革命直前に国民の批判が高まったためジェームズ2世に政策撤回と譲歩を求めたが、受け入れられず罷免され、カトリックからの報復を恐れてオランダへ亡命した。ウィリアム3世からは当初信用されず1690年に出された恩赦から除外されていたが、後に許可が下りて帰国しプロテスタントに戻り、1693年に貴族院議員として政界に復帰を果たした。
復帰後は政局安定のため議会多数派のホイッグ党から閣僚を登用して政権を構築することをウィリアム3世に勧め、翌1694年にホイッグ党（ジャントー）政権を誕生させた。また、ウィリアム3世の妻メアリー2世が1694年に死去した際、険悪だったウィリアム3世とメアリー2世の妹アンとの間を取り持ち和解させた。以後もウィリアム3世の信任の下イングランドの内政を預かる政治家の1人に選ばれ、ホイッグ党の纏め役とウィリアム3世の助言者として政権を支え続けた。
1697年に宮内長官に就任したが庶民院から反対され、大同盟戦争終結後の軍縮と王室財政を巡って議会とウィリアム3世が対立すると、同年末に責任を取って辞任した。引退後はノーサンプトンシャーの自宅で生活、1702年に61歳で死去、息子のチャールズ・スペンサーが後を継いだ。
頻繁に立場を変える姿勢は政敵から非難されたが、人間的魅力があったといわれウィリアム3世から重用され、サンダーランド伯が考案した議会多数派からの閣僚登用は内閣の先駆けといわれ、以後の議会政治の基軸となった。また、マールバラ公ジョン・チャーチルとサラ・ジェニングスの娘アンとチャールズとの結婚を取り決め、2人の間に生まれた孫チャールズはサンダーランド伯とマールバラ公を継承、子孫はイギリス貴族の一員に選ばれ、首相ウィンストン・チャーチルや元プリンセス・オブ・ウェールズ・ダイアナなどを輩出していった。

## 子女
1655年、ブリストル伯ジョージ・ディグビーの娘アン・ディグビーと結婚、5人の子を儲けた。
1. ロバート（1666年 - 1688年）
2. アン（1667年 - 1690年） - ハミルトン公爵ジェイムズ・ハミルトンと結婚
3. イザベラ（1668年 - 1684年）
4. エリザベス（1671年 - 1701年） - クランカーティ伯爵ドノー・マッカーシー（英語版）と結婚
5. チャールズ（1674年 - 1722年） - サンダーランド伯、マールバラ公チャールズ・スペンサーの父。